# دهه ۱۳۰۰ (میلادی)
دهه ۱۳۰۰ (میلادی) صد و سی‌مین دهه تقویم میلادی است.
۱۰۳ سال پیش است

## درگذشتگان
‎